# Giovanni Cicogna
Giovanni Battista Cicogna (Treviso, 2 marzo 1877 – Paderno, 15 maggio 1948) è stato un giurista e politico italiano.

## Biografia
Nacque da Girolamo, intendente di finanza, e da Adele Fontebasso. Era l'ultimo membro dei Cicogna, importante casata dell'ex patriziato veneziano che con lui si estinse.
Frequentò l'università di Padova e quindi quella di Bologna, uscendone laureato in giurisprudenza. Si indirizzò sin da subito verso il diritto romano e a soli venticinque anni pubblicò un libro in materia. Nel 1904 ottenne a Padova la libera docenza in Storia del diritto romano. I suoi meriti gli valsero nel 1908 la cattedra di Istituzioni presso l'università di Ferrara e in questo ateneo rimase sino al 1930, divenendo poi ordinario di Diritto romano e per vari anni preside della facoltà di Giurisprudenza. Fu al contempo direttore della scuola di Scienze sociali e sindacali.
Sindaco di Ponzano Veneto dal 1909 al 1912, venne eletto per la prima volta deputato alle politiche del 1913; rimase in Parlamento anche per tre Legislature consecutive finché, con l'avvento del Fascismo, decise di ritirarsi. Nello stesso periodo combatté nella Grande Guerra, ottenendo la croce al merito. 
In questo periodo di impegno politico la sua attività accademica subì un'interruzione: nel 1913 dovette rinunciare all'insegnamento a Padova e non produsse ulteriori pubblicazioni per circa vent'anni. L'università lo riassorbì negli anni successivi: accettò le cattedre di Pandette ed Esegesi a Modena, mentre a Ferrara aggiungeva l'insegnamento di Diritto internazionale. Infine si trasferì all'università di Siena, dove fu per preside della facoltà di Giurisprudenza (1943-1947) e anche rettore ad interim dell'ateneo durante il governo degli Alleati (1944).
Nel 1947 si ritirò nella sua villa di Paderno di Ponzano Veneto, dove morì. Lasciò tutte le sue proprietà al comune di Ponzano (il palazzo ne ospita il municipio).